# Стихотворения Коста Хетагурова на русском языке

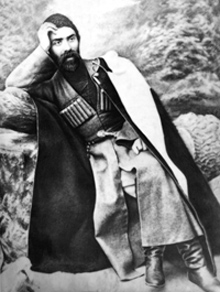
К. Хетагуров. Фотография 90-х годов

В творческом наследии Хетагурова стихотворения на русском языке занимают значительное место. Первые поэтические опыты относятся ко времени учёбы в Академии художеств. Зрелый период в творчестве Коста наступил вскоре после возвращения его на родину в 1885 года.
Расцвет поэтического творчества Коста относится к 1893—1898 гг., когда после первой ссылки Коста поселился в Ставрополе. Хетагуров пишет стихи, поэмы, статьи, которые печатаются в кавказских газетах «Казбек», «Северный Кавказ», в журнале «Терские ведомости» и в периодических изданиях столицы. В 1895 году в издании газеты «Северный Кавказ» вышел первый и единственный прижизненный сборник русских стихотворений Коста Хетагурова («Стихотворения Коста. Издание газеты „Северный Кавказ“. Губ. г. Ставрополь, 1895 г.»). Готовя сборник к изданию, Коста
включил в него 55 стихотворений сборник сочинений Хетагурова, написанных на русском языке. После выхода в свет сборника «Стихотворения» Коста продолжал печатать свои русские стихи в газете «Северный Кавказ» (1895—1897, 1901). Последнее датированное стихотворение Коста было написано в 1902 году незадолго до его смерти.
Опубликованные стихотворения и стихотворения созданные в разное время и для печати автором не предназначавшиеся, были собраны в книге: «Коста Хетагуров. Критико-биографический очерк. Стихотворения. Письма и воспоминания. Документы к биографии. Портреты. Издание Г. Дзасохова. Ростов-на-Дону, 1909 г.», которая увидела свет посмертно. В этом издании было помещено 105 стихотворений. В 1951 году во втором томе академического издания собрания сочинений поэта в трех томах (М., изд. АН СССР) опубликовано 78 русских стихотворений К. Хетагурова. Собрания сочинений в пяти томах, осуществленного в 1959-61 гг. включает уже 143 стихотворения. В 1999 году вышло полное собрание стихотворений Коста Хетагурова в 5 томах (Владикавказ, Республиканское издательско-полиграфическое предприятие им. В. А. Гассиева), во втором томе издания опубликовано 167 текстов, практически все поэтические тексты Хетагурова написанные на русском языке.

## Список стихотворений Коста Хетагурова написанных на русском языке
Список содержит в хронологическом порядке названия опубликованных произведений Коста Хетагурова. Источником списка послужило: Собрание сочинений Коста Хетагурова в 5 томах (1999). Примечания взяты из комментариев составленных Э. Н. Суменовой .
В списке использованы сокращения:
- СК — газета «Северный Кавказ» (Ставрополь) за 1888—1906 гг.,
- Критико-биогр. очерк — 1909 г.— Коста Хетагуров. Критико-биографический очерк. Стихотворения. Письма и воспоминания. Документы к биографии. Портреты. Издание Г. Дзасохова. Ростов-на-Дону. 1909 г.
- СС-51 — Коста Хетагуров. Собрание сочинений в трех томах. Издание АН СССР, М., 1951.
- СС-99 — Коста Хетагуров. Полное собрание сочинений Коста Хетагурова в 5 т. Издание РИПП им. В. А. Гассиева, Владикавказ, 1999.

| Год создания | Впервые опубликовано                                                                            | Заглавие                                                           | Примечание |
| ------------ | ----------------------------------------------------------------------------------------------- | ------------------------------------------------------------------ | --- |
| 1894         | СК, № 48, 19 июня 1894 г.                                                                       | «Я не поэт…»                                                       | Этим произведением открывается сборник «Стихотворения» 1895 г. |
| 1885         | Сборник «Стихотворения» 1895 г.                                                                 | О. В. Р. («Твое ли сердце диктовало…»)                             | Адресовано предположительно О. В. Ран- цовой, петербургской знакомой поэта. |
| 1886         | СК, № 52, 2 июля 1889 г.                                                                        | Да, я уж стар…                                                     | Стихотворение адресовано Анне Яковлевне Поповой. |
| 1887         |                                                                                                 | Многоточия                                                         | Стихотворение адресовано Анне Яковлевне Поповой. |
| 1888         |                                                                                                 | А. Я. П. («Скрывать, молчать…»)                                    | Стихотворение адресовано Анне Яковлевне Поповой. |
| 1888         | СК, № 17, 28 февраля 1888 г.                                                                    | Владикавказ («Когда б на струнах…»)                                | |
| 1888         | СК, № 103, 25 декабря 1888 г.                                                                   | За заставой                                                        | |
| 1888         |                                                                                                 | Картинка                                                           | Стихотворение представляет собою фрагмент из «Рождественской ночи за заставой» |
| 1888         | Критико-биографический очерк. Ростов-на-Дону. 1909 г.                                           | Праздничное утро, или Мысли, вызываемые звоном к заутрене          | |
| 1888         | СК, № 1, 1 января 1889 г.                                                                       | Новый год («Опять удалился…»)                                      | |
| 1889         | СК, № 30, 16 апреля 1889 г.                                                                     | Последняя встреча                                                  | |
| 1889         | СК, № 30, 16 апреля 1889 г.                                                                     | На смерть горянки                                                  | |
| 1889         | СК, № 30, 16 апреля 1889 г.                                                                     | Прости («Простите…»)                                               | Обращено к А. Я. Поповой. |
| 1889         | СК, № 38, 14 мая 1889 г.                                                                        | Воспоминание                                                       | |
| 1889         | СК, № 40, 21 мая 1889 г.                                                                        | На свежей могиле                                                   | |
| 1889         | СК, № 44, 4 июня 1889 г.                                                                        | «Да, я люблю ее… но не позорной страстью…»                         | Посвящено А. Я. Поповой. |
| 1889         | СЯ, № 46, 11 июня 1889 г.                                                                       | На «BIS»                                                           | |
| 1889         | СК, № 50, 25 июня 1889 г.                                                                       | В бурю                                                             | На ту же тему написано стихотворение Коста на осетинском языке — «Сидзаэргавс» («Мать сирот») |
| 1889         | Казбек, 26 мая 1899 г.                                                                          | Перед памятником                                                   | Написано ко дню открытия памятника М. Ю. Лермонтову в Пятигорске. |
| 1889         | Критико-биографический очерк. Ростов-на-Дону. 1909 г.                                           | Воспитанникам Ставропольской гимназии                              | К празднованию 50-летия Ставропольской гимназии 18 октября 1887 г., |
| 1889         | Критико-биографический очерк. Ростов-на-Дону. 1909 г.                                           | NB («Тридцать лет… А уж жизнь надоела»)                            | |
| 1890         | Казбек, апрель 1906 г.                                                                          | Мечты                                                              | Написано в период пребывания поэта во Владикавказском госпитале. |
| 1890         | Критико-биографический очерк. Ростов-на-Дону. 1909 г.                                           | А. Г. Б. («Не хочу я теперь…»)                                     | Написано в период пребывания поэта во Владикавказском госпитале, адресовано Александру Григорьевичу Бабичу (1848—1904). |
| 1890         | Критико-биографический очерк. Ростов-на-Дону. 1909 г.                                           | В. Г. Ш. («Дождусь ли я…»)                                         | Написано в период пребывания поэта во Владикавказском госпитале, адресовано В. Г. Шредерс. |
| 1890         | СК, № 57, 15 мая 1901 г.                                                                        | Сестре                                                             | Написано во Владикавказском госпитале в 1890 . Адресовано сестре поэта, Ольге Левановне Хетагуровой-Кайтмазовой (1867—1906), |
| 1890         | СК, № 15, 22 февраля 1890 г.                                                                    | «Спою вам куплеты…»                                                | Написаны по просьбе антрепренёра Каширина для дивертисмента в прощальном спектакле перед закрытием театрального сезона во Владикавказе и предназначалась актрисе Саблиной-Дольской                                                                    |
| 1891         | Ив., № 53, 10 марта 1891 г.                                                                     | На смерть М. З. Кипиани                                            | Стихотворение было прочитано автором после отпевания тела М. 3. Кипиани во Владикавказе. |
| 1891         | Критико-биографический очерк. Ростов-на-Дону. 1909 г.                                           | Соната Джусковского                                                | Написано под впечатлением отказа поэту в жилье семьей А. И. Цаликова, |
| 1891         | СК, № 54, 11 июля 1893 г.                                                                       | «Один, опять один без призрака родного…»                           | Написано под впечатлением отказа поэту в жилье семьей А. И. Цаликова, |
| 1891         | СК, № 2,9 января 1892 г.                                                                        | «Иссякла мысль, тускнеют очи…»                                     | Адресовано В. Г. Шредерс. |
| 1891         | Критико-биографический очерк. Ростов-на-Дону. 1909 г.                                           | В. Г. Ш. («Принимая от всех поздравленья»)                         | Стихотворение адресовано В. Г. Шредерс. |
| 1891         | СК, № 1, 1892 г.                                                                                | На новый 1892 год                                                  | |
| 1892         | Критико-биографический очерк. Ростов-на-Дону. 1909 г.                                           | Е. Е. Н.                                                           | |
| 1892         | СК, № 46, 13 июня 1893 г.                                                                       | Джук-тур                                                           | |
| 1891         | СК, № 48, 24 апреля 1901 г.                                                                     | Ночлег                                                             | |
| 1892         | Критико-биографический очерк. Ростов-на-Дону. 1909 г.                                           | Сане и Миле Б.                                                     | |
| 1893         | СК, № 25, 28 марта 1898 г.                                                                      | Христос воскрес! («Умолкни, ненависть и злоба»)                    | |
| 1893         | СК, № 29, 15 апреля 1893 г.                                                                     | Недопетые куплеты                                                  | |
| 1893         | СК, № 44, б июня 1893 г.                                                                        | Памяти Я. М. Неверова                                              | Я. М. Неверов (1810—1893) — известный деятель народного просвещения на Северном Кавказе. |
| 1893         | СК, № 41, 27 мая 1893 г.                                                                        | «Если встреча с тобой…»                                            | |
| 1893         | СК, № 47, 17 июня 1893 г.                                                                       | «Да, встретились напрасно мы с тобою…»                             | |
| 1893         | СК, № 48, 20 июня 1893 г.                                                                       | Музе                                                               | |
| 1893         | СК, № 40, 24 июня 1893 г.                                                                       | «Вот когда перестану дышать…»                                      | |
| 1893         | СК, № 50, 27 июня 1893 г.                                                                       | «Над нами плыл месяц…»                                             | |
| 1893         | СК, № 51, 1 июля 1893 г.                                                                        | «Умру я, и что же?..»                                              | |
| 1893         | СК, № 52, 4 июля 1893 г.                                                                        | «Мне нравится, мой друг, что ты глядишь пытливо…»                  | |
| 1893         | СК, № 53, 8 июля 1893 г.                                                                        | «Я отживаю век, ты жить лишь начинаешь…»                           | |
| 1893         | СК, № 58, 25 июля 1893 г.                                                                       | Друзьям                                                            | |
| 1893         | СК, № 60, 1 августа 1893 г.                                                                     | «Не упрекай меня…»                                                 | |
| 1893         | СК, № 62, 3 августа 1893 г.                                                                     | «Тяжело… Как тюрьма…»                                              | |
| 1893         | СК, № 64, 15 августа 1893 г.                                                                    | «Когда тебя, мой друг…»                                            | |
| 1893         | СК, № 66, 22 августа 1893 г.                                                                    | «Благодарю тебя за искреннее слово…»                               | Стихотворение обращено к А. А. Цаликовой |
| 1893         | СК, № 68, 29 августа 1893                                                                       | «Когда на тополе сребристом…»                                      | |
| 1893         | СК, № 70, 5 сентября 1893 г.                                                                    | Поэту                                                              | |
| 1893         | СК, № 74, 19 сентября 1893 г.                                                                   | «Если ветер застонет в трубе…»                                     | |
| 1893         | СК, № 78, 3 октября 1893 г.                                                                     | Памяти А. Н. Плещеева                                              | А. Н. Плещеев (1825—1893) — русский поэт некрасовской школы. |
| 1893         | СК, № 80, 10 октября 1893 г.                                                                    | «Не туманится взор твой слезами…»                                  | |
| 1893         | СС-1951, т. 2, с. 51.                                                                           | «В часы осеннего ненастья»                                         | Адресовано В. Г. Шредерс в день её ангела. |
| 1893         | СК, № 101, 23 декабря 1893 г.                                                                   | Памяти П. И. Чайковского                                           | |
| 1894         | СК, № 9, 30 января 1894 г.                                                                      | Памяти А. Н. Островского                                           | В заметке о вечере, посвященном 40-летнему юбилею комедии А. Н. Островского «Бедность не порок». |
| 1894         | СК, № 31, 17 апреля 1894 г.                                                                     | Христос воскрес! («Оковы прочь! Раскройтесь, гробы!»)              | |
| 1894         | СК, № 36, 8 мая 1894 г.                                                                         | «Не брани мою музу больную…»                                       | |
| 1894         | СК, № 38, 15 мая 1894 г.                                                                        | «Я это знал… Чарующие трели…»                                      | |
| 1894         | СК, 29 мая 1894 г.                                                                              | Утес                                                               | |
| 1894         | Критико-биографический очерк. Ростов-на-Дону. 1909 г.                                           | Телеграмма В. Г. Ш. («Христос воскрес! — с лобзаньем жгучим»)      | Стихотворение адресовано В. Г. Шредерс. |
| 1894         | СК, № 44, 5 июня 1894 г.                                                                        | «Не спрашивай, — ты не поймешь…»                                   | |
| 1894         | СК, № 46, 12 июня 1894 г.                                                                       | «Я все сказал… В эфире утопали»                                    | |
| 1894         | СКУ № 51, 30 июня 1894 г.                                                                       | «Не упрекай! — судьбу винить не надо…»                             | |
| 1894         | СК, № 52, 3 июля 1894 г.                                                                        | Другу («Смерть близка…»)                                           | |
| 1894         | СК, № 54, 10 июля 1894 г.                                                                       | Чердак                                                             | |
| 1894         | СК, № 56, 17 июля 1894 г.                                                                       | «Не верю я… Спокойный, необъятный…»                                | |
| 1894         | СК, № 58, 24 июля 1894 г.                                                                       | «Я понял вас. Несмелые упреки…»                                    | |
| 1894         | СК, № 60, 31 июля 1894 г.                                                                       | «Я не пророк… В безлюдную пустыню»                                 | |
| 1894         | СК, № 64, 14 августа 1894 г.                                                                    | Толпа                                                              | |
| 1894         | СК, № 68, 28 августа 1894 г.                                                                    | «Опять к тебе, любимая подруга…»                                   | Стихотворение обращено к А. А. Цаликовой. |
| 1894         | СК, № 69, 1 сентября 1894 г.                                                                    | «Не поможешь ты горю слезами…»                                     | |
| 1894         | СК, № 72, 11 сентября 1894 г.                                                                   | «Я помню все…»                                                     | |
| 1894         | СК, № 94, 27 ноября 1894 г.                                                                     | «О чем жалеть?.. Больным дыханьем бури»                            | Стихотворение, по признанию поэта, посвящено А. А. Цаликовой |
| 1894         | СК, № 96, 4 декабря 1894 г.                                                                     | На могиле о. Антония Чаленко                                       | Стихотворение посвящено памяти священника Ставропольской гимназии, в которой учился поэт, протоиерея, законоучителя Антония Чаленко. |
| 1894         | СК, № 99, 15 декабря 1894 г.                                                                    | «Расстаться не трудно…»                                            | Стихотворение предположительно адресовано трем сестрам Цаликовым: Юлиане, Елене и Анне. |
| 1894         | СК, № 102, 25 декабря 1894 г.                                                                   | Великая ночь                                                       | Написано к празднику Рождества Христова. |
| 1894         | СК, № 1,1 января 1895 г.                                                                        | Под Новый год                                                      | |
| 1895         | СК, № 2, 5 января 1895 г.                                                                       | Памяти А. С. Грибоедова                                            | Написано к столетию со дня рождения А. С. Грибоедова (4(15).1.1795- 1829). |
| 1895         | СК, № 10, 2 февраля 1895 г.                                                                     | «Ты вправе смеяться. Бессильный, больной…»                         | |
| 1895         | СК, № 22, 16 марта 1895 г.                                                                      | «Я сделал все… За призраками счастья»                              | |
| 1895         | СК, № 26, 30 марта 1895 г.                                                                      | Страстная неделя («Ночь великих испытаний…»)                       | |
| 1895         | СК, № 27, 2 апреля 1895 г.                                                                      | На Пасху («Христос воскрес!» — победно песнь святая")              | |
| 1895         |                                                                                                 | Привет                                                             | |
| 1895         |                                                                                                 | «Когда, как ребенок, я резво играю…»                               | |
| 1895         |                                                                                                 | «Есть чувство,— его разгадать не умею»                             | |
| 1895         |                                                                                                 | «Я — соучастник преступленья…»                                     | |
| 1896         | СК, № 25, 24 марта 1896 г.                                                                      | На Пасху («Взгляни на мир, на всю природу»)                        | |
| 1896         | СК, № 31, 18 апреля 1896 г.                                                                     | «Мне жаль тебя…»                                                   | |
| 1896         | СК, № 33, 25 апреля 1896 г.                                                                     | Босяк                                                              | |
| 1896         | СК, № 53, 4 июля 1896 г.                                                                        | «Не верь, что я забыл родные наши горы…»                           | Стихотворение обращено к А. А. Цаликовой. |
| 1896         | СК, № 103, 25 декабря 1896 г.                                                                   | «Волшебной сказкою…»                                               | Написано к празднику Рождества Христова. |
| 1896         | Критико-биографический очерк. Ростов-на-Дону. 1909 г.                                           | Траурное объявление                                                | |
| 1896         | СК, № 4, 12 января 1897 г.                                                                      | На смерть Шумафа Тутаюка                                           | Шумаф (Шумахо) Тутаюк ставропольский знакомый Коста, Окончил юридический факультет Московского университета (1869). Служил три года в Московском окружном суде, а затем, до конца своих дней — присяжным поверенным в Ставрополе.                     |
| 1897         | СК, № 9, 30 января 1897 г.                                                                      | «Ни пламенных молитв, ни песен вдохновенных…»                      | |
| 1897         | СК, № 30, 10 марта 1901 г.                                                                      | Перед операцией                                                    | Стихотворение написано перед второй операцией, в Александровской больнице. |
| 1897         | Критико-биографический очерк. Ростов-на-Дону. 1909 г.                                           | Детям В. И. С. («Стук-стук»)                                       | В. И. Смирнов — художник, преподаватель рисования и чистописания в Ставропольской гимназии, учитель и близкий друг Коста Хетагурова, много сделавший для развития его художественного дарования и для определения в Петербургскую Академию художеств. |
| 1897         | Критико-биографический очерк. Ростов-на-Дону. 1909 г.                                           | В. Г. Ш. («В этой сумрачной столице…»)                             | Стихотворение написано вАлександровской больнице, адресовано В. Г. Шредерс. |
| 1898         | Критико-биографический очерк. Ростов-на-Дону. 1909 г.                                           | У. Ц. («Ах, Угалук!..»)                                            | Стихотворение обращено к Угалуку Анзоровичу Цаликову, родственнику семьи Цаликовых, другу поэта. |
| 1898         | Критико-биографический очерк. Ростов-на-Дону. 1909 г.                                           | А. Ц. («Ах, Алмахсид! Ах, Алмахсид!») .                            | Стихотворение адресовано Алмахсиду Цаликову, близкому родственнику А. А. Цаликовой. |
| 1899         | СК, № 26, 1 марта 1901 г.                                                                       | Отчего?                                                            | |
| 1899         | СК, № 23, 22 февраля 1901 г.                                                                    | Предчувствие                                                       | |
| 1899         | Критико-биографический очерк. Ростов-на-Дону. 1909 г                                            | Под пасху («О, если б проникнуть я мог»)                           | |
| 1899         | Критико-биографический очерк. Ростов-на-Дону. 1909 г                                            | «Угнетенным, бедным»                                               | Написано к празднику Пасхи (18 апреля). |
| 1899         | СК, № 24, 24 февраля 1901 г.                                                                    | Дипломатическая нота                                               | |
| 1899         | СК, № 24, 24 февраля 1901 г.                                                                    | Этюд                                                               | |
| 1899         | Критико-биогр. очерк. 1909 г                                                                    | Откровенность                                                      | |
| 1899         | Критико-биогр. очерк. 1909 г                                                                    | Вите                                                               | Стихотворение адресовано Вячеславу Асагеевичу Цаликову (Вите, Бимболату) (1886—1944), племяннику А. И. Цаликова. |
| 1899         | Критико-биогр. очерк. 1909 г                                                                    | B. Г. Ш. («Разлука тяжела, мучительно изгнанье»)                   | Стихотворение адресовано В. Г. Шредерс по случаю её именин. |
| 1899         | Критико-биогр. очерк. 1909 г                                                                    | Ю. А. Ц. ("Одно лишь слово «поздравляю»)                           | Стихотворение адресовано в день ангела Юлиане Александровне Цаликовой (1868—1933), учительнице, одной из дочерей А. И. Цаликова. |
| 1899         | Критико-биогр. очерк. 1909 г                                                                    | У. Ц. («Ах, Угалук!..» — 2)                                        | адресовано Угалуку Цаликову, родственнику семьи Цаликовых, другу поэта. |
| 1899         | С С. 1951.                                                                                      | «Здесь, над самым морем…»                                          | Датируется 1899 г. Во время второй, херсонской ссылки Коста с 25 июня по 5 августа жил в городе Очакове, снимал квартиру на берегу моря. |
| 1901         | СК, № 28, 6 марта 1901 г.                                                                       | В решительную минуту                                               | Написано в херсонской ссылке. |
| 1900         | Сез. л., № 4, 28 мая 1900 г.                                                                    | Весна                                                              | |
| 1901         | Критико-биогр. очерк. 1909 г                                                                    | Новогодние поздравления («Муза вздорная моя»)                      | |
| 1901         | СК, № 27, 3 марта 1901 г.                                                                       | Другу («Невозможно творить…»)                                      | |
| 1901         | СК, № 29, 8 марта 1901 г.                                                                       | Развязка                                                           | |
| 1901         | С. С. 1999                                                                                      | «Все, чем хотелось бы мне поделиться с Вами»                       | |
| 1901         | СК, № 38, 29 марта 1901 г.                                                                      | Страстная неделя («В эти мрачные дни…»)                            | |
| 1901         | СК № 54, 8 мая 1901 г.                                                                          | Друзьям-приятелям и всем, кто надоедает мне слезоточивыми советами | |
| 1901         | СК, № 80, 7 июля 1901 г.                                                                        | Условное предложение                                               | Акростих посвящен Елене Федоровне Крек-Носковой. |
| 1901         | СК, № 91, 2 августа 1901 г.                                                                     | Памяти М. Ю. Лермонтова                                            | Стихотворение написано к 60- летию со дня гибели М. Ю. Лермонтова (15 июля 1841 г.). |
| 1901         | Критико-биогр. очерк. 1909 г                                                                    | «Вот муза у Дарьяла»                                               | Сохранились беловые автографы адресованные семьям Смирновых и Цаликовых. |
| 1902         | Критико-биогр. очерк. 1909 г                                                                    | Предложение                                                        | Адресовано Г. В. Смирновой — старшей дочери Василия Ивановича Смирнова. |
|              | Критико-биогр. очерк. 1909 г                                                                    | «Я смерти не боюсь…»                                               | |
|              | Критико-биогр. очерк. 1909 г                                                                    | Завещание                                                          | |
|              | Критико-биогр. очерк. 1909 г                                                                    | Зигзаги мысли в бессонницу                                         | |
|              | Критико-биогр. очерк. 1909 г                                                                    | Поэту-мечтателю                                                    | |
|              | Критико-биогр. очерк. 1909 г                                                                    | «Нет, тебя уж никто не заменит…»                                   | Посвящено матери поэта, Марии Гаусовне (Гавриловне) Губаевой-Хетагуровой (1837—1861), умершей, по свидетельству современников, когда поэту было два года.                                                                                             |
|              | Критико-биогр. очерк. 1909 г                                                                    | Песнь раба                                                         | |
|              | Критико-биогр. очерк. 1909 г                                                                    | Песня                                                              | |
|              | Критико-биогр. очерк. 1909 г                                                                    | Портрет                                                            | |
|              | Критико-биогр. очерк. 1909 г                                                                    | Исповедь                                                           | |
|              | Критико-биогр. очерк. 1909 г                                                                    | А. А. Ц.                                                           | Стихотворение обращено к А. А. Цаликовой в день её именин. |
|              | Критико-биогр. очерк. 1909 г                                                                    | Глава II, и последняя                                              | |
|              | Критико-биогр. очерк. 1909 г                                                                    | Акростих («Певца, гонимого судьбою»)                               | |
|              | Ученые записки Северо-Осетинского государственного педагогического института им. К. Хетагурова. | Акростих («Готовый лишь для вас певцом родиться снова»)            | Акростих посвящен старшей дочери В. И. Смирнова — Гале Васильевне и записано в её альбом. |
|              | Газета «Социалистическая Осетия», № 232, 10 октября 1989 г.                                     | Акростих Груне («Годы канут в вечность»)                           | Посвящен А. И. Третьяковой. |
|              | Критико-биогр. очерк. 1909 г                                                                    | Новоселье                                                          | |
|              | Критико-биогр. очерк. 1909 г                                                                    | ?!! («Неужели?! Ты так испугалась»)                                | |
|              | Критико-биогр. очерк. 1909 г                                                                    | Открытое письмо без адреса                                         | |
|              | Критико-биогр. очерк. 1909 г                                                                    | Прости («Прости! довольно…»)                                       | |
|              | Критико-биогр. очерк. 1909 г                                                                    | Ода                                                                | |
|              | Критико-биогр. очерк. 1909 г                                                                    | Загадки                                                            | |
|              | Критико-биогр. очерк. 1909 г                                                                    | «Уж давно наболевшей душою»                                        | |
|              | Критико-биогр. очерк. 1909 г                                                                    | «Ты помнишь, как ночь та была беспросветна»                        | |
|              | Критико-биогр. очерк. 1909 г                                                                    | Порыв                                                              | |
|              | Критико-биогр. очерк. 1909 г                                                                    | В порыве откровенности («Ни слов, ни клятв, ни уверений»)          | |
|              | Критико-биогр. очерк. 1909 г                                                                    | Печальный роман                                                    | |
|              | Критико-биогр. очерк. 1909 г                                                                    | Надпись на карточке                                                | Акростих посвящен ставропольской знакомой Коста — Глафире Жиляевой, старшей дочери ставропольского столяра, плотника и иконописца Владимира Максимовича Жиляева.                                                                                      |
|              | Критико-биогр. очерк. 1909 г                                                                    | N+N+N, или 2N+N                                                    | Акростих посвящен Настасье Новицкой, ставропольской знакомой поэта. |
|              | Критико-биогр. очерк. 1909 г                                                                    | Встреча Нового года                                                | |
|              | Критико-биогр. очерк. 1909 г                                                                    | Эпитафия                                                           | |
|              | С. С. 1960                                                                                      | «Свой отъезд волшебной сказкой…»                                   | |
|              | Критико-биогр. очерк. 1909 г                                                                    | Комплимент                                                         | |
|              | Критико-биогр. очерк. 1909 г                                                                    | Со днем ангела                                                     | |
|              | Критико-биогр. очерк. 1909 г                                                                    | В альбом                                                           | |

### Дореволюционные издания
- Коста. Стихотворения. — Ставрополь: Изд-во газ. «Северный Кавказ», 1895. — 160 с.
- Хетагуров, Константин Леванович. Стихотворения. Письма и воспоминания. Документы к биографии (осет.) / Перед загл. назв. вступ. ст.: Критико-биографический очерк. [Гиго]. — Ростов-на-Дону: издание Гиго Дзасохова, 1909. — 163 с.